# Corinna Norrick-Rühl
Corinna Norrick-Rühl (* 1985) ist eine deutsch-amerikanische Buchwissenschaftlerin.

## Leben
Corinna Norrick erwarb 2009 den M.A. in englischer Literatur und Buchwissenschaft an der Universität Mainz. Nach der Promotion 2013 in Mainz war sie dort Juniorprofessorin für Buchwissenschaft (2016–2020). Seit 2020 hat Corinna Norrick-Rühl den Lehrstuhl für anglistische Buchwissenschaft in Münster inne.
Ihre Forschungsinteressen sind Buchkultur, Verlagsgeschichte, Buchinfrastruktur, Buchdistribution (Buchclubs), der internationale Buchmarkt (inkl. Übersetzungsmarkt) und Kinder- und Jugendbuch.

## Schriften (Auswahl)
- mit Stephan Füssel: Einführung in die Buchwissenschaft. Darmstadt 2014, ISBN 978-3-534-23544-5.
- Panther, Rotfuchs & Co. Rororo-Taschenbücher für junge Zielgruppen im gesellschaftlichen Umbruch der 1970er und 1980er Jahre. Wiesbaden 2014, ISBN 3-447-10169-5.
- Internationaler Buchmarkt. Frankfurt am Main 2019, ISBN 3-95903-006-1.
- Book clubs and book commerce. Cambridge 2019, ISBN 978-1-108-70881-4.
- mit Caroline Koegler: Are books still different? Literature als culture and commodity in a digital age. Cambridge 2023, ISBN  9781108982450.